# Dreaming of Me
„Dreaming of Me“ je píseň britské elektronické hudební skupiny Depeche Mode, jež vyšla jako debutový singl skupiny 20. února 1981.
Kvůli špatnému umístění v žebříčcích ve Spojeném království (57. pozice) se píseň neobjevila na albu Speak & Spell, objevila se však na jeho pozdějším znovuvydání z roku 1988.

## Umístění v žebříčcích
| Žebříček (1981)              | Stát               | Pozice |
| ---------------------------- | ------------------ | ------ |
| UK Singles Chart (OCC)       | Spojené království | 57     |
| Dance Club Songs (Billboard) | USA                | 47     |
| Žebříček (2011)              | Stát               | Pozice |
| Media Control Charts         | Německo            | 45     |